# William Nielsen
William Nielsen var en dansk atlet medlem af Københavns IF. Han vandt det danske meterskab på maraton 1919. 1918 blev han nummer to i Fortunløbet efter hans bror Harry Nielsen.

## Danske mesterskaber
- Guld 1919 Maraton 2:48.19
- Bronze 1919 10.000 meter
- Bronze 1918 10.000 meter 34:52.
- Bronze 1917 10.000 meter 35:00.0